# Camiel Moeyaert
Camiel Moeyaert (Brugge, 5 maart 1868 – 25 oktober 1946) was een Belgisch journalist, krantenuitgever, drukker en voorman van de daensisten.

## Levensloop
Moeyaert begon in de journalistiek als medewerker bij de Gazette van Brugge. Het was de tijd dat hij actief was in Vlaamsgezinde verenigingen, onder meer als medestichter in 1887 van De Vrije Vlamingen. Hij was ook actief in de Katholieke Burgersgilde, vanwaaruit de democratische Gilde der Ambachten werd gesticht.
Vanuit deze laatste evolueerde hij tot wat in 1896 de Christene Volkspartij werd, los van de als te conservatief beoordeelde katholieke partij en plaatselijke afdeling van de gelijknamige daensistische partij. Hij was hierin de kompaan van onder meer Bernard Minnebo en advocaat Julius Vanneste. 
Moeyaert verliet de Gazette van Brugge en stichtte langs de Coupurerei zijn eigen drukkerij, die hij in grote mate wijdde aan de kranten van zijn organisatie: Het Vrije Woord, Het Recht (1898-1914), Het Vrije Volk (1901-1914) en De Volkseeuw (1909-1914 en 1919-1921). Hij verdedigde vooral de kleine middenstand en zelfstandigen, die zich bedreigd voelden door grootwarenhuizen en coöperatieven.
Hij werd politiek actief en nam aan heel wat verkiezingen deel:
- gemeenteraadsverkiezingen in 1899, 1903, 1907, 1911, 1921, 1926 en 1938;
- provincieraadsverkiezingen in 1899 en 1904;
- Kamerverkiezingen in 1900, 1902, 1912 en 1919.

Hij werkte hierbij meestal nauw samen met de Brugse Vrije Burgersbond. Eenmaal werd hij verkozen, met name als gemeenteraadslid in 1921.
Vanaf 1911 werd hij, samen met Minnebo, de trouwe ondersteuner van priester Florimond Fonteyne en droeg veel bij tot diens verkiezing in het Belgisch parlement in 1912.
De Eerste Wereldoorlog betekende ook voor hem een onderbreking in zijn activiteiten. Hij stopte de uitgave van zijn daensistische kranten. Hij leverde wel enkele drukwerken voor de activisten van de collaborerende Groeningerwacht. Ter elfder uur, op 25 september 1918, gaf hij, met toestemming van de Duitsers, het Brugsch Dagblad uit, wat hem na de oorlog werd verweten. Bij de Bevrijding werd hij gearresteerd en voor het Brugse assisenhof gedaagd. Het proces ging door op 4 november 1920 en Moeyaert werd vrijgesproken.
Na 1920 (Fonteyne was ondertussen uit Brugge verdwenen en Minnebo was overleden) bleef Moeyaert de leider van de Brugse daensisten. Hij voerde de kartellijst aan die de daensisten voor de gemeenteraadsverkiezingen van 1921 vormden met de Frontpartij. In 1926 kwamen beide kartelpartners afzonderlijk op en verloren hierdoor de twee zetels die ze samen hadden gewonnen.
Moeyaert bleef actief in middenstandsverenigingen en dit bracht hem in contact met burgers die zich hadden aangesloten bij Rex. Hij liet zich overhalen om te figureren op de lijst van deze partij voor de gemeenteraadsverkiezingen van 1938. Hij haalde weinig stemmen en er werd trouwens door deze lijst maar één zetel behaald.
Tijdens de Tweede Wereldoorlog hield hij zich volledig afzijdig van activiteiten in de ene of de andere zin. Hij bleef verder zijn drukkerij besturen tot aan zijn dood.